# 基姆扎河
65°35′15″N 44°31′15″E / 65.58750°N 44.52083°E

基姆扎河是俄羅斯的河流，由阿爾漢格爾斯克州負責管轄，屬於梅津河的左支流，河道全長158公里，流域面積1,490平方公里，河水主要來自雨水和融雪。